# Joan Fleming (Autorin)
Joan Margaret Fleming (* 27. März 1908 in Horwich, Lancashire; † 15. November 1980 Barnet, London) war eine britische Schriftstellerin.

## Leben
Fleming war Tochter des Managers David Gibson und dessen Ehefrau Elizabeth. Der schottische Historiker David Hay Fleming (1849–1931) war ihr Großvater.
Sie besuchte die Brighthelmstone School for Girls in Brighton, verließ sie aber ohne Abschluss. Nach dem Ersten Weltkrieg wurde ihr Vater nach London versetzt und nach einiger Zeit holte er seine Familie nach. Dort holte Fleming am City Literary Institute in Metropolitan Borough of Holborn (City of London) ihren Schulabschluss nach und studierte anschließend an der Universität Lausanne (Schweiz).
In London heiratete Fleming 1932 den Augenarzt Norman B. Fleming und hatte mit ihm vier Kinder, darunter den Kulturhistoriker David Fleming (1940–2010). Erst wohnt die Familie nahe der Arztpraxis in der Harley Street (City of Westminster). Später bewohnte die Familie ein Haus in Barnet (London). Joan Fleming starb 1980 im Alter von 72 Jahren und fand dort auch ihre letzte Ruhestätte.

## Auszeichnungen
- 1962 Gold Dagger für den Kriminalroman When I grow rich
- 1970 Gold Dagger für den Kriminalroman Young man, I think you’re dying

## Werke (Auswahl)
Bildband
- Shakespeare’s Country in Colour. London 1960.

Nuri Bey Reihe
- When I grow rich. London 1962.
- Nothing is the number when you die. London 1965.

Kriminalromane
- The deeds of Dr. Deadcert. London 1955. (später unter dem Titel The merry widower)
- You can’t believe your eyes. London 1957.
  - Deutsch: Blinde Augen sehen mehr. Rowohlt, Reinbek 1963 (übersetzt von Walter Kolbenhoff)
- Maiden’s prayer. London 1957.
  - Deutsch: Gebet einer Jungfrau. Heyne, München 1963 (übersetzt von Gisela Stege)
- Miss Bones. London 1959.
  - Deutsch: Die apfelgrüne Tür. Heyne, München 1964 (übersetzt von Gisela Stege)
- The man from nowhere. London 1960.
  - Deutsch: Hetzjagd. Goldmann, München 1970 (übersetzt von Wulf H. Bergner)
- In the red. London 1961.
  - Deutsch: Leslie taucht unter. Goldmann, München 1976, ISBN 3-442-04597-5 (übersetzt von Renata Blodow)
- Death of a sardine. London 1963.
  - Deutsch: Kleine Fische sterben stumm. Goldmann, München 1971, ISBN 3-442-04081-7 (übersetzt von Norbert Wölfl)
- No bones about it. London 1967.
  - Deutsch: Keine Anhaltspunkte. Goldmann, München 1970 (übersetzt von Alexandra und Gerhard Baumrucker)
- Kill or cure. London 1968.
  - Deutsch: Die Tochter des Lords. Desch, München 1972, ISBN 3-420-00581-4 (übersetzt von Luise Däbritz)
- Hell’s Belle. London 1968.
  - Deutsch: Man töte dieses Weib! Goldmann, München 1972 (übersetzt von Alexandra und Gerhard Baumrucker)
- Young man, I think you’re dying. London 1970.
  - Deutsch: Einbahnstraße in den Tod. Goldmann, München 1971, ISBN 3-442-04121-X (übersetzt von Mechtild Sandberg)
- Alas, poor father. London 1973.
  - Deutsch: Erst die Pflicht, dann das Vergnügen. Goldmann, München 1987, ISBN 3-442-04231-3 (übersetzt von Mechtild Sandberg)
- Every inch a lady. London 1970.
  - Deutsch: Lady bis zum Letzten. Goldmann, München 1978, ISBN 3-442-04703-X (übersetzt von Rotraud Schwoerer)
- The day of the donkey derby. London 1978.
  - Deutsch: Das Haus am Ende der Straße. Goldmann, München 1979, ISBN 3-442-04814-1 (übersetzt von Renate Meyer)